# Boris Andrejewitsch Wilkizki

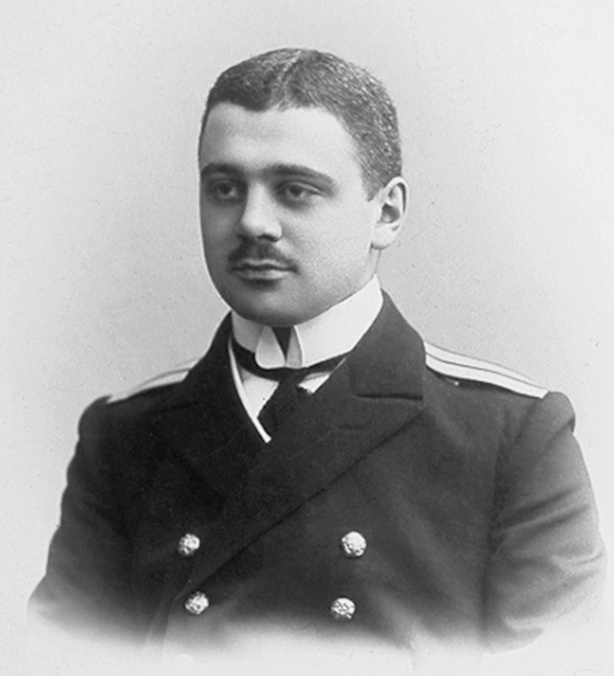
Boris Andrejewitsch Wilkizki

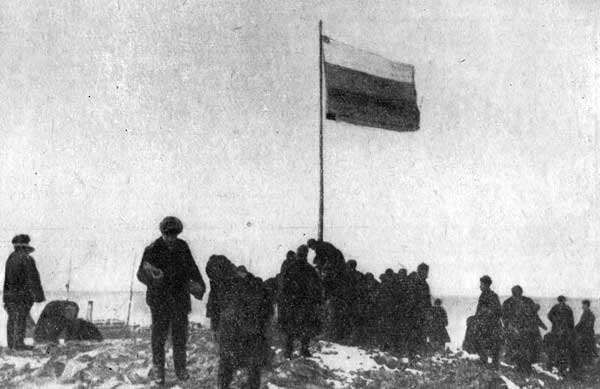
Setzen der russischen Flagge durch das Team von Boris Wilkizki

Boris Andrejewitsch Wilkizki (russisch Борис Андреевич Вилькицкий, wiss. Transliteration Boris Andreevič Vil’kickij; * 22. Märzjul. / 3. April 1885greg. in Pulkowo; † 6. März 1961 in Brüssel) war ein Offizier der Kaiserlich Russischen Marine und Hydrograph.
Boris Wilkizki, Sohn des Geodäten und Hydrographen Andrei Wilkizki, versuchte in den Monaten Juni bis November 1913 während der Hydrografischen Expedition des Arktischen Ozeans als Vertreter des erkrankten Expeditionsleiters Iwan Sergejew mit den eisbrechenden Frachtschiffen Taimyr und Waigatsch die nordöstliche Durchfahrt von Wladiwostok nach Archangelsk zu erzwingen. Konstantin Neupokojew auf der Waigatsch führte die hydrographischen Arbeiten durch. Wilkizki scheiterte jedoch im Eis vor Kap Tscheljuskin. Die dortige Meerenge zwischen der Taimyrhalbinsel und der Inselgruppe Sewernaja Semlja wurde in der Folge nach Boris Wilkizki Wilkizkistraße genannt.
Allerdings gelang ihm die Entdeckung der Inselgruppe Sewernaja Semlja, deren Ostküsten er zum Teil kartierte. Nach der Oktoberrevolution kämpfte er auf Seiten der Weißen Armee gegen die Bolschewiki. Er war Mitglied des Oberkommandos der nördlichen Gebiete und wurde 1919 zum Konteradmiral ernannt. Vom 19. bis 21. Februar 1920 leitete er die Entsetzung der Nordarmee aus Archangelsk nach Norwegen. Er blieb zunächst in Norwegen und siedelte später nach England und zuletzt nach Belgien über, wo er 1961 starb.